# János Kende
János Kende (* 22. September 1941 in Marseille, Frankreich) ist ein ungarischer Kameramann, ein zentraler Bildgestalter des Kinos seines Landes.

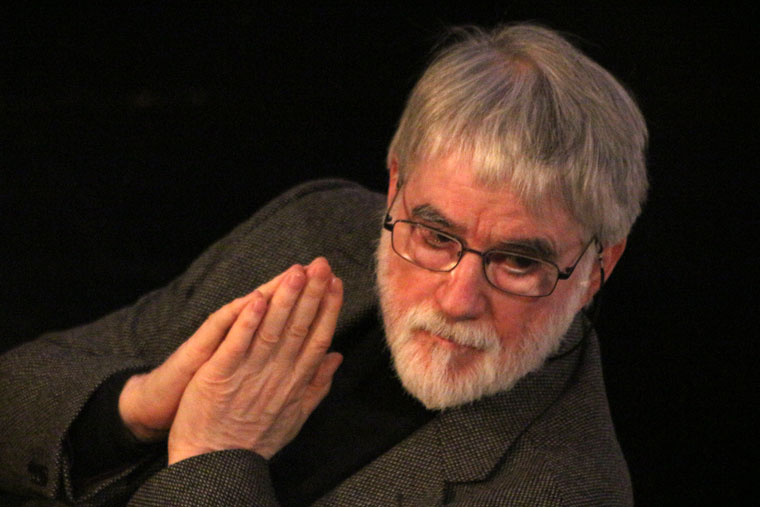
János Kende

## Leben
Kende kam im Alter von fünf Jahren aus Frankreich in das Land seiner Eltern und besuchte dort bis 1965 die Filmakademie in Budapest. Anschließend begann er seine berufliche Tätigkeit als einfacher Kameramann. Mitte der 1960er Jahre stieg Kende zum Chefkameramann auf. Gleich sein erster Film Vater sorgte für Furore. Seitdem kooperierte Kende mit den führenden Regisseuren seines Landes, darunter István Szabó, Márta Mészáros, Pál Gábor und immer wieder Miklós Jancsó.
„János Kende fotografierte mit sehr viel Einfühlungsvermögen vor allem Gegenwartsgeschichten aus dem sozialistischen Alltag. Dabei entwarf er einen streng (auf das Wesentliche) reduzierten, bisweilen fast starr zu nennenden, optischen Gestaltungsstil, der sich vor allem in den Werken Jancsós“ wieder findet. Seit den frühen 1990er Jahren stand Kende seltener hinter der Kamera und übernahm den einen oder anderen staatlichen Posten in der ungarischen Filmbranche. So war er beispielsweise Präsident der Vereinigung ungarischer Kameraleute. 2002 beendete er seine Arbeit als Spielfilmkameramann.

## Filmografie
- 1965: Jelenlét (Kurzfilm)
- 1966: Vater (Apa)
- 1967: Üzenet
- 1968: Stille und Schrei (Csend és kiáltás)
- 1968: Der geworfene Stein (Feldobott kö)
- 1968: Holdudvar
- 1969: Egy örült éjszaka
- 1969: Schirokko (Téli sirokkó)
- 1970: Egi bárányi
- 1970: Schöne Mädchen, weinet nicht (Szép lányok ne sírjatok)
- 1970: Galante Geschichten (Szép magyar komédia)
- 1971: Agnus dei (Égi bárány)
- 1971: La tecnica e il rito (Fernsehfilm)
- 1971: Roter Psalm (Még kér a nép)
- 1971: Meztelen vagy
- 1972: Romantika
- 1972: Reise mit Jakob (Utkazás Jakkabal)
- 1972: Petöfi ‘73
- 1973: A locsolókocsi
- 1974: Zurück ins Leben (Jelbeszéd)
- 1974: Die Söhne des Feuers (Szarvassá vált fiúk)
- 1974: Unbändige Heiducken (Hajdúk)
- 1974: Meine Liebe – Elektra (Szerelmem, Elektra)
- 1975: Várakozók
- 1975: Wenn Josef kommt (Ha megjön József)
- 1975: Unbändige Heiducken (Hajdúk)
- 1976: Neun Monate (Kilenc hónap)
- 1976: Marie und Julie (Ök ketten)
- 1977: Ékezet
- 1978: Ungarische Rhapsodie (Magyar rapszódia)
- 1978: Allegro Barbaro (Allegro Barbaro)
- 1979: Mathias Sandorf
- 1980: Bruder Martin
- 1981: Das Herz des Tyrannen (A zsarnok szive – Avagy Boccascio magyarországon)
- 1982: Visszaesök
- 1983: Boszorkányszombat
- 1983: Stephan, der König (István, a király)
- 1984: Lily in Love (Jatszani kell) (nur Schauspieler)
- 1984: Salut für einen schwarzen Büffel (David, Thomas et les autres)
- 1985: L’aube
- 1986: Jahreszeit der Monster (Szörnyek évadja)
- 1986: Die Braut war wunderschön (La sposa era bellissima)
- 1987: Kiáltás és kiáltás
- 1988: Jézus Krisztus horoszkópja
- 1989: Szürkület
- 1990: Isten hátrafelé megy
- 1990: Az uotlsó nyáron
- 1991: Donauwalzer (Kek Duna keringö)
- 1995: Szeressük ogymást, gyérekek
- 1996: Az én kis növerém
- 1996: A három testör Afrikaban
- 1997: A világ legkisebb alapitványa
- 1998: Ámbár tanár úr
- 2001: My Father, Rua Alguem 5555
- 2002: Egy fiú
- 2002: Ein Kind unserer Zeit (Un fils de notre temps)